# Harley’s War
Harley’s War ist ein Soloprojekt des ehemaligen Cro-Mags-Sängers und -Bassisten Harley Flanagan.

## Geschichte
Nachdem die ursprüngliche Cro-Mags-Besetzung um Flanagan und John Joseph sich endgültig im Streit getrennt hatte und eine Reanimierung zusammen mit Parris Mayhew ebenfalls gescheitert war, beschloss Flanagan, von jetzt an solo weiterzumachen. Er gründete das Projekt Harley’s War und engagierte Rocky George (ex-Suicidal Tendencies, ex-Cro-Mags) als Gitarrist, den Warzone-Gitarristen Crazy Jay Skin Vento als Rhythmusgitarrist und den Schlagzeuger Ryan Krieger (ex-Cro-Mags). Das erste Album mit dem Namen Cro-Mag erschien 2002 und wurde über Flanagans eigenes Label Loud Fast Recordings veröffentlicht. Das Album bestand aus eigenen komponierten Liedern im Cro-Mags-Stil, vier Demoaufnahmen aus den Jahren 1982 und 1983 sowie einem Live-Song von Flanagans Ex-Band The Stimulators (von 1982). Am Album beteiligten sich als Gastmusiker Micky Fitz (The Business) und Vinnie Stigma (Agnostic Front). Die Texte des Albums sowie der Albumtitel waren Angriffe auf den Rest der Cro-Mags (Parasite). Der Text zu Fuck the Middle East (Last Days) (kein Cover des gleichnamigen M.O.D.-Songs) sorgte für Kontroversen, zudem galt Flanagan als Patriot, was für Kritik in der Hardcore-Punk-Szene führte.
Nach der Veröffentlichung des Debütalbums gab die Band 2003 ihr Livedebüt im CBGBs und tourte anschließend durch die Vereinigten Staaten, wobei Flanagan dies als eine Art „Hardcore All Stars“ (so auch eine Alternativbezeichnung der Band) aufzog. So spielten unter anderem Darryl Jenifer (Bad Brains), Stigma, Fitz sowie Mitglieder von Murphy’s Law, Merauder und Leeway mit der Band.
2009 erschien eine EP sowie eine Wiederveröffentlichung von Cro-Mag inklusive einer DVD mit Konzertaufnahmen, an denen neben Stigma und Fitz auch Gabby Abularach (ex-Cro-Mags, ex-Voodoocult), Gary „G-Man“ Sullivan (unter anderem Schlagzeuger für Cyndi Lauper und Johnny Thunders), Joe Affe (ex-M.O.D.), Jimmy Gestapo (ex-Iron Cross) und Will Dahl beteiligt waren.
2012 erschien das Album 2012. Das Line-up blieb bis auf Vento bestehen, der an dem Album nicht mehr mitwirkte. Ebenfalls 2012 unterschrieb Flanagan einen Vertrag mit Southern Lord über die Veröffentlichung mehrerer Harley's-War-Alben, die jedoch wegen administrativer Schwierigkeiten seitens des Labels nie zustande kamen.

## Diskografie
- 2002: Cro-Mag (Loud Fast Recordings)
- 2009: Hardcore All-Stars (EP, Measure Label)
- 2010: Split-EP mit Toy Let (Measure Label)
- 2012: 2012 (MVD Audio)